# David Agnew (Fußballspieler, 1925)
David George Agnew (* 31. März 1925 in Belfast; † September 1966 in Sunderland) war ein nordirischer Fußballspieler.

## Karriere
Agnew, der in der Armee als Physical Training Instructor diente, spielte nach seiner Entlassung aus dem Kriegsdienst 1948 für die McCue Dicks, die Werksmannschaft eines Belfaster Holzhändlers. Mit der Mannschaft gewann der Torhüter 1948 den Co. Antrim Junior Shield und schloss sich in der Folge dem Crusaders FC an. Mit den Crusaders spielte er in der Intermediate League, für die er in Auswahlspielen gegen die Scottish Central League (1:2) und die Scottish Western League (2:2) zum Einsatz kam. Zur Saison 1949/50 wurden die Crusaders in die Irish League aufgenommen und Agnew im November 1949 für ein Spiel der nordirischen Amateurnationalmannschaft gegen Schottland berufen. Der 5:2-Erfolg in Aberdeen machte dabei mehrere britische Profiklubs auf den Torhüter aufmerksam. In den Wochen zuvor erhielt er regelmäßig positive Pressekritiken: bei einem 1:0-Sieg im City Cup gegen den Portadown FC im August 1949 wurde er als „herausragend“ und „einfach unschlagbar“ gelobt; bei einem 2:1-Erfolg Mitte Oktober gegen den Glenavon FC hielt der Korrespondent fest: „alle Anerkennung muss an eine mürrische Crusaders-Defensive gehen, besonders Agnew, der brillant sein Tor hütete, selbst wenn das Glück auf seiner Seite war.“ Und auch bei einer 1:2-Niederlage Ende Oktober gegen den Ards FC wurde über Agnew notiert: „war in großartiger Form, vollbrachte mehrere brillante Paraden inklusive eines Strafstoßes.“
Nach einer Verletzung von Bobby Robinson war der englische Erstligist AFC Sunderland Anfang 1950 auf der Suche nach einem weiteren Torhüter, der auch für Pokalspiele spielberechtigt war. Daher flog Trainer Bill Murray am 11. Januar 1950 nach Belfast und sicherte die Verpflichtung des bisherigen Amateurspielers Agnew. Bei Sunderland lief er zunächst im Reserveteam in der North Eastern League auf, zu seinem Debüt in der First Division kam er nach dem Ausfall des Stammtorhüters Johnny Mapson am 30. August 1950. Bei einem 3:3-Unentschieden vor über 40.000 Zuschauern im heimischen Roker Park gegen Aston Villa war sein Auftritt nach Pressemeinung „nie beeindruckend“. Es blieb Agnews einziger Pflichtspielauftritt für die erste Mannschaft, im Oktober 1951 prallte er bei einer Rettungstat in einem Reservespiel gegen den FC West Stanley mit einem gegnerischen Stürmer zusammen und brach sich dabei den linken Unterarm. Die Verletzung erwies sich als schwerwiegend und zwischenzeitlich stand er vor seinem Karriereende, bis zu seinem Abgang im Juli 1953 bestritt er keine weitere Partie mehr für Sunderland.
Er wechselte innerhalb der North Eastern League ablösefrei zu den Blyth Spartans und auch dort blieb Agnew das Verletzungspech treu. In seinem ersten Einsatz für die Spartans Ende August 1953, zugleich sein erstes Pflichtspiel seit der Verletzung vom Oktober 1951, verhedderte er sich bei einer Parade gegen Horden Colliery Welfare im Tornetz und brach sich dabei mehrfach das linke Handgelenk. Der Heilungsprozess verlief dieses Mal aber deutlich schneller und Agnew kam im weiteren Saisonverlauf wieder zum Einsatz; zur Saison 1954/55 wechselte er zum Ligakonkurrenten AFC Consett.